# 長箭駅
長箭駅（チャンジョンえき）は、大韓民国釜山広域市金井区にある釜山交通公社1号線の駅である。駅番号は129。「釜山カトリック大学校」を副駅名としている。

## 駅構造
相対式ホーム2面2線の高架駅。スクリーンタイプのホームドアが設置されている。改札内でのホーム間の移動はできない。出入口は4箇所に設けられている。

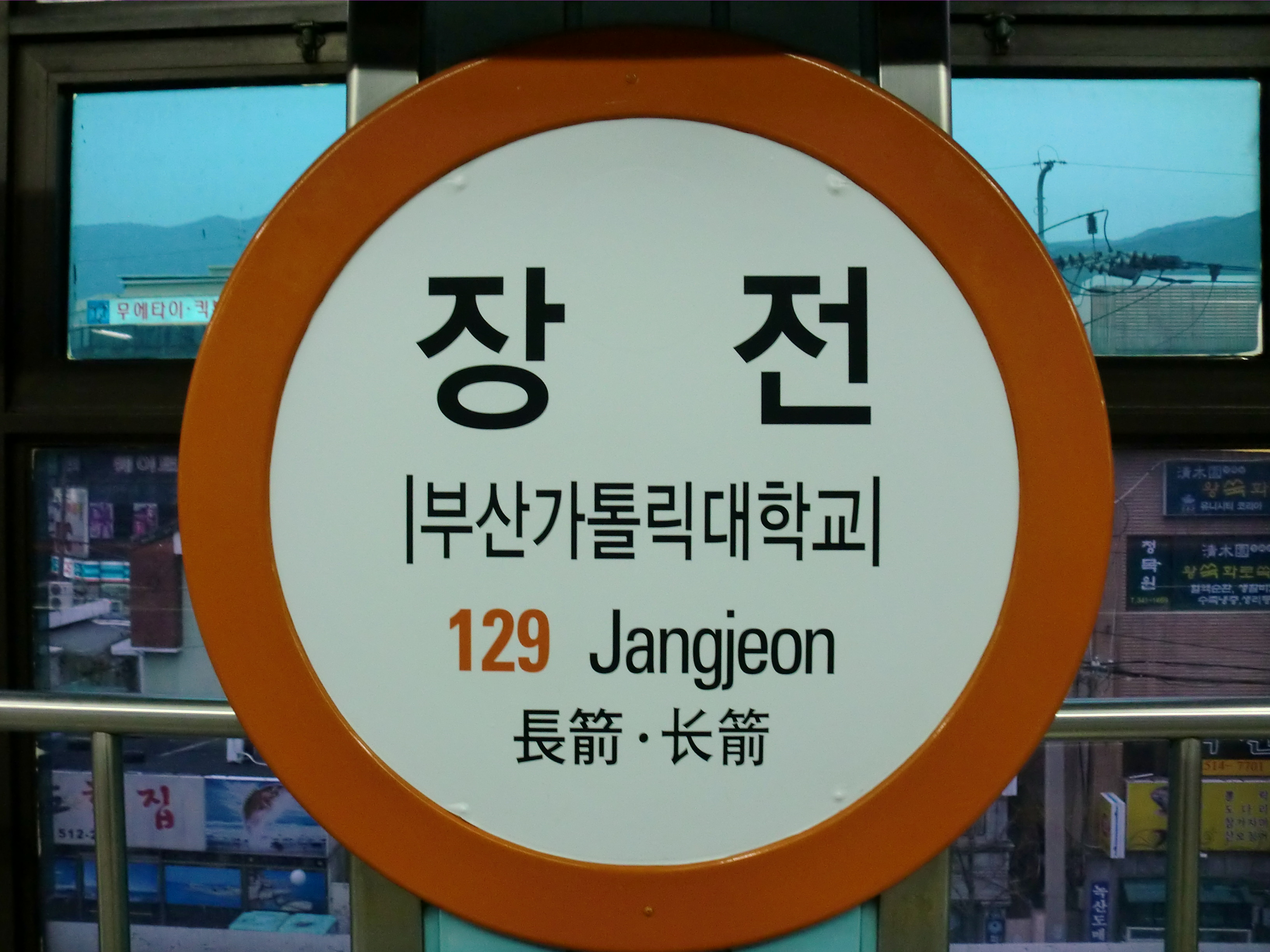
駅名標

### のりば
| 上り | 1号線 | 多大浦海水浴場方面 |
| 下り | 1号線 | 老圃方面           |

## 歴史
- 1985年7月19日 - 長箭洞駅（장전동역）として開業。
- 2010年2月24日 - 長箭駅に改称。

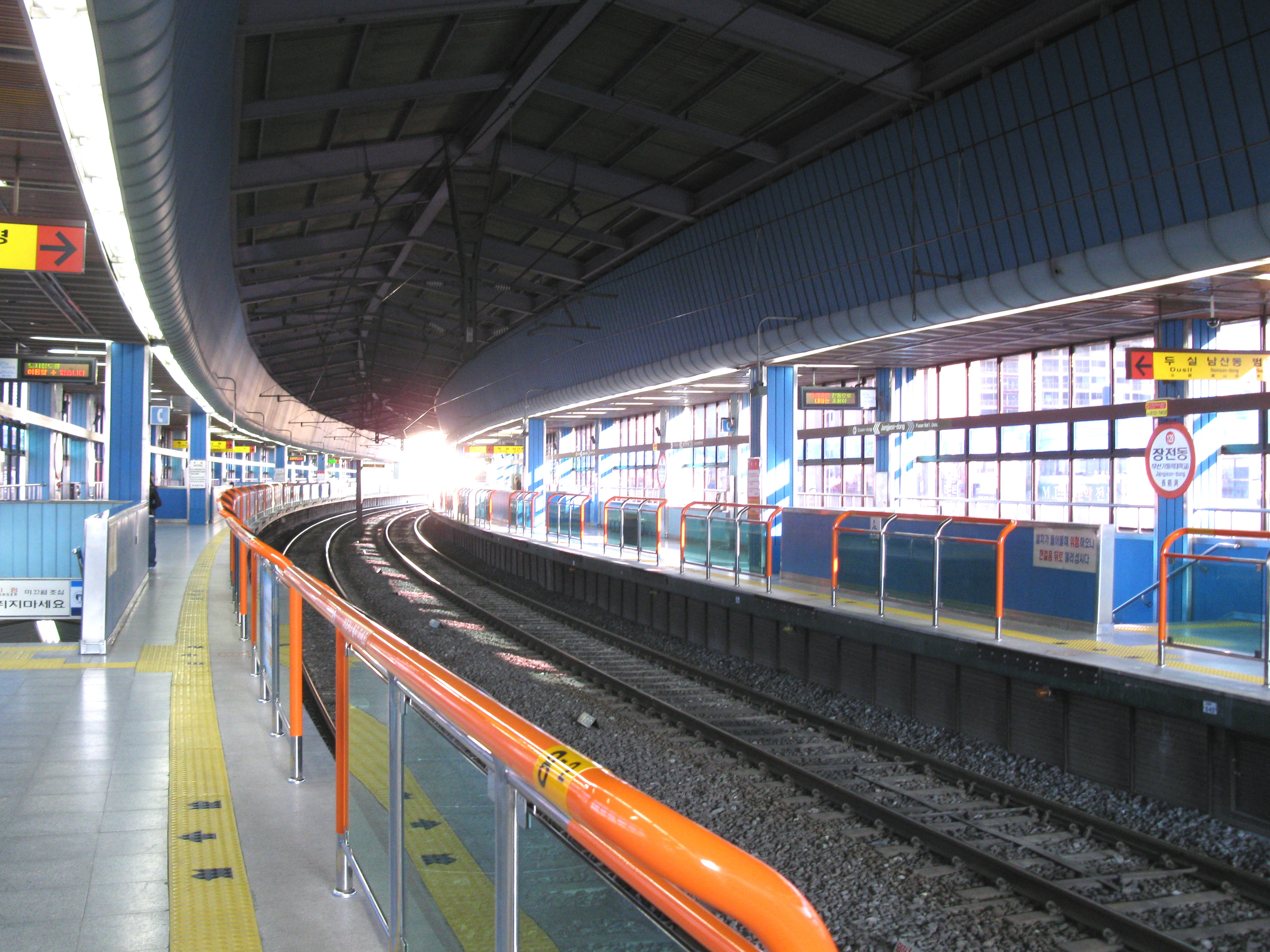
改称前のホーム（2009年2月）

## 駅周辺
- 釜山カトリック大学校
- 釜山大学校
- 大真情報通信高等学校
- ロッテマート金井店
- 釜谷3洞郵便局
- 長箭1洞住民センター
- 釜谷3洞住民センター
- 長箭初等学校

## 隣の駅
釜山交通公社
 1号線
釜山大駅 (128) - 長箭駅 (129) - 久瑞駅 (130)